# Velika Babina Gora
Velika Babina Gora  falu Horvátországban Belovár-Bilogora megyében. Közigazgatásilag Đulovachoz tartozik.

## Fekvése
Belovártól légvonalban 50, közúton 72 km-re délkeletre, Daruvár központjától légvonalban 22, közúton 30 km-re északkeletre, községközpontjától légvonalban 6, közúton 8 km-re északra, Nyugat-Szlavóniában, a Bilo-hegység déli részén, az Ilova völgye felett a Babina gora északi részén fekszik.

## Története
Az egykori Pozsega vármegye legészakibb települése volt. A település a 19. század végén keletkezett erdőirtással. Akkori birtokosa a Jankovich család magyarokat és dunai svábokat telepített ide. 1910-ben Mala Babina Gorával együtt 856 lakosa volt, lakosságának 52%-a magyar, 28%-a német, 14%-a horvát anyanyelvű volt. Az I. világháború után 1918-ban az új szerb-horvát-szlovén állam, majd később (1929-ben) Jugoszlávia része lett. 1941 és 1945 között a németbarát Független Horvát Államhoz, háború után a település a szocialista Jugoszláviához tartozott. 1991-től a független Horvátország része. 1991-ben lakosságának 82%-a horvát nemzetiségű volt. A falunak 2011-ben 55 lakosa volt.

## Lakossága
| Lakosság változása | Lakosság változása | Lakosság változása | Lakosság változása | Lakosság változása | Lakosság változása | Lakosság változása | Lakosság változása | Lakosság változása | Lakosság változása | Lakosság változása | Lakosság változása | Lakosság változása | Lakosság változása | Lakosság változása | Lakosság változása |
| ------------------ | ------------------ | ------------------ | ------------------ | ------------------ | ------------------ | ------------------ | ------------------ | ------------------ | ------------------ | ------------------ | ------------------ | ------------------ | ------------------ | ------------------ | ------------------ |
| 1857               | 1869               | 1880               | 1890               | 1900               | 1910               | 1921               | 1931               | 1948               | 1953               | 1961               | 1971               | 1981               | 1991               | 2001               | 2011               |
| 0                  | 0                  | 0                  | 0                  | 0                  | 856                | 776                | 650                | 479                | 459                | 400                | 347                | 198                | 142                | 94                 | 55                 |

(1910-ben és 1921-ben még Babina Gora néven Mala Babina Gora lakosságával együtt.)

## Nevezetességei
Szent Péter tiszteletére szentelt római katolikus kápolnája a 20. század első felében épült, ma is jó állapotban áll.